# Utagawa Hiroshige II.
Utagawa Hiroshige II. (japanisch 二代 歌川 広重, eigentlich Suzuki Chimpei (鈴木 鎮平); geb. 1826; gest. 17. September 1869) war ein japanischer Maler im Ukiyoe-Stil im 19. Jahrhundert. Seine Künstlernamen waren Ichiryūsai (一立斎), Ichiyūsai (一幽斎), Kisai (喜斎), Ryūsai (立斎), Ryūshō/Risshō (立祥) und Shigenobu (重宜).

## Leben und Werk

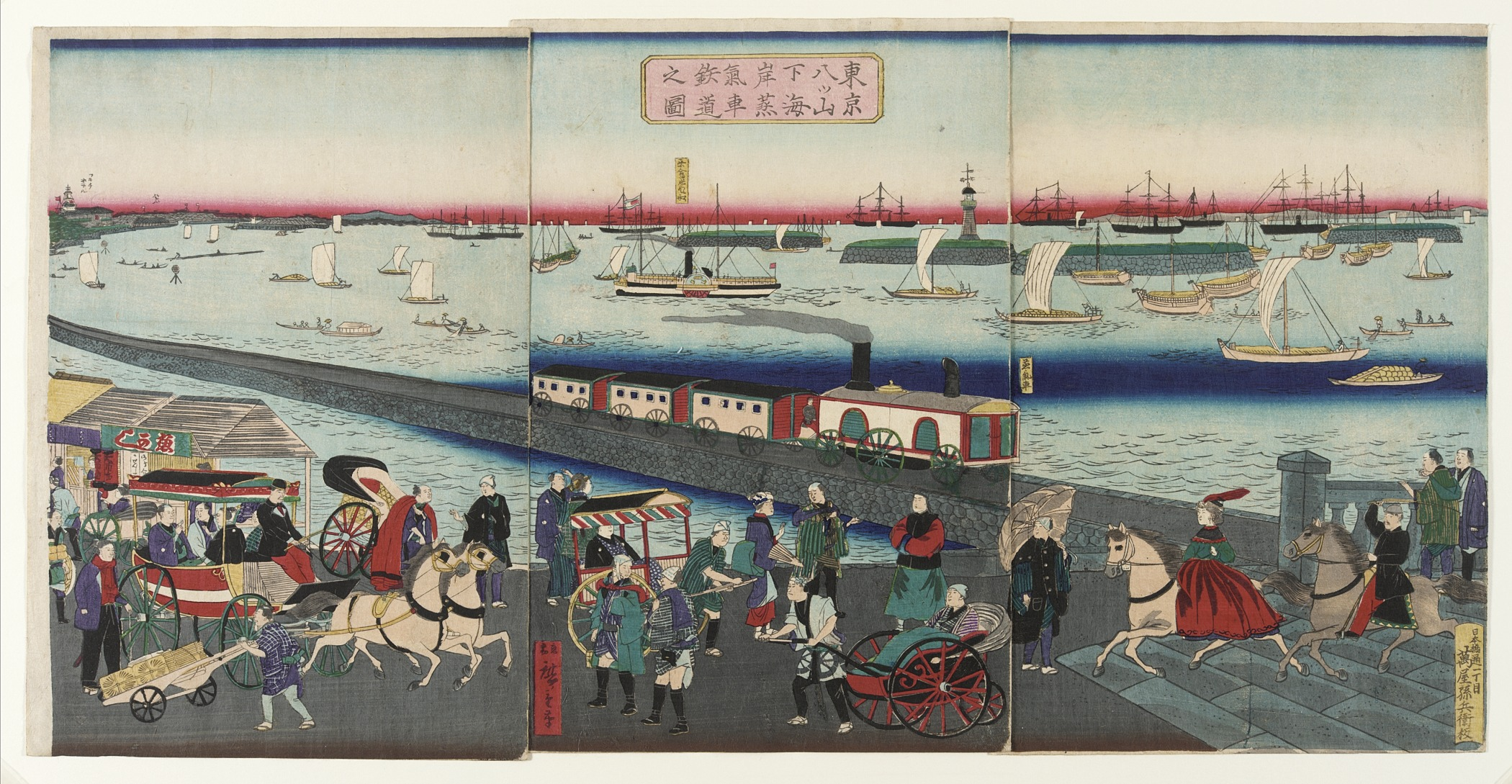
Eisenbahn in Yatsuyama (Tokio, Shinagawa)

Hiroshige II. war Schüler und adoptierter Sohn von Andō Hiroshige. Er half möglicherweise bei den letzten Werken seines Meisters. So stammen aus der Serie „100 berühmte Ansichten von Edo“ da Blatt 119, „Regenabend. Paulownien-Garten von Akasaka“ und einige weitere Blätter wohl von ihm. Er selbst führte zunächst den Künstlernamen Shigenobu, aber nach dem Tode Hiroshiges heiratete er 1859 dessen Tochter und übernahm dessen Namen.
In den drei folgenden Jahren arbeitete Hiroshige unermüdlich, um die Serie „100 berühmte Ansichten aus verschiedenen Provinzen“ (諸国名所百景, Shokoku meishō hakkei) zu zeichnen. – Mit seiner 20 Jahre jüngeren Frau ging es nicht gut: Um 1865 wurde die Ehe aufgelöst. Hiroshige zog sich nach Yokohama zurück und nutzte wieder den Künstlernamen Shigenobu, daneben aber auch den Namen Kisai-Ryūshō. Er bemalte Teedosen und Laternen, die für den Export bestimmt waren. So kam er zu seinem Spitznamen „Teedosen-Hiroshige“ (茶箱広重, Chabako Hiroshige).
Hiroshiges Werk ist von sehr unterschiedlicher Qualität. Seine Drucke sind bestenfalls gute Nachahmungen denen seines Meisters, vieles ist jedoch hastig hergestellt und oberflächlich. Seine Gemälde allerdings reichen an die seines Meisters heran.

## Bilder

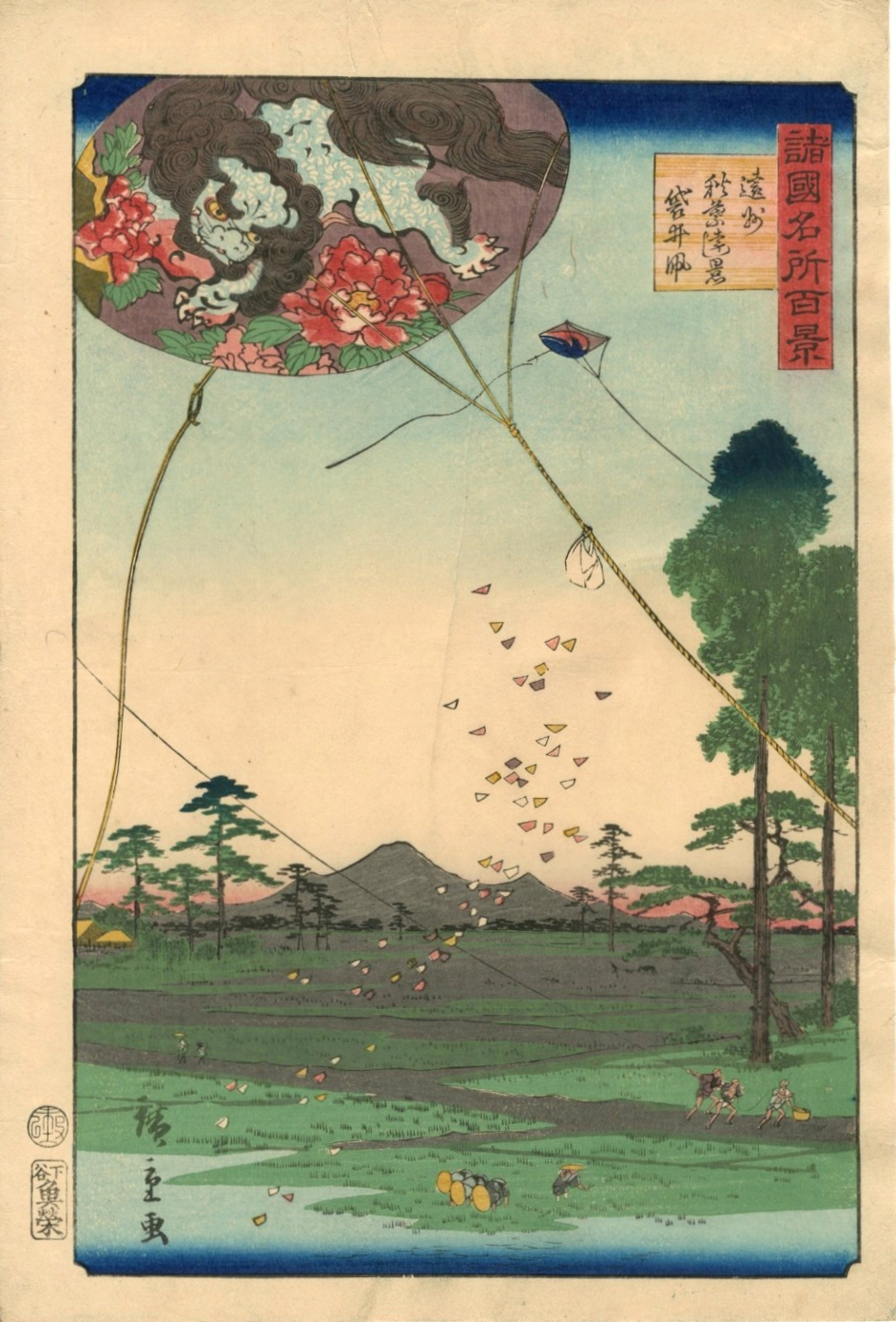
Provinz Tōtōmi[1][A 1]
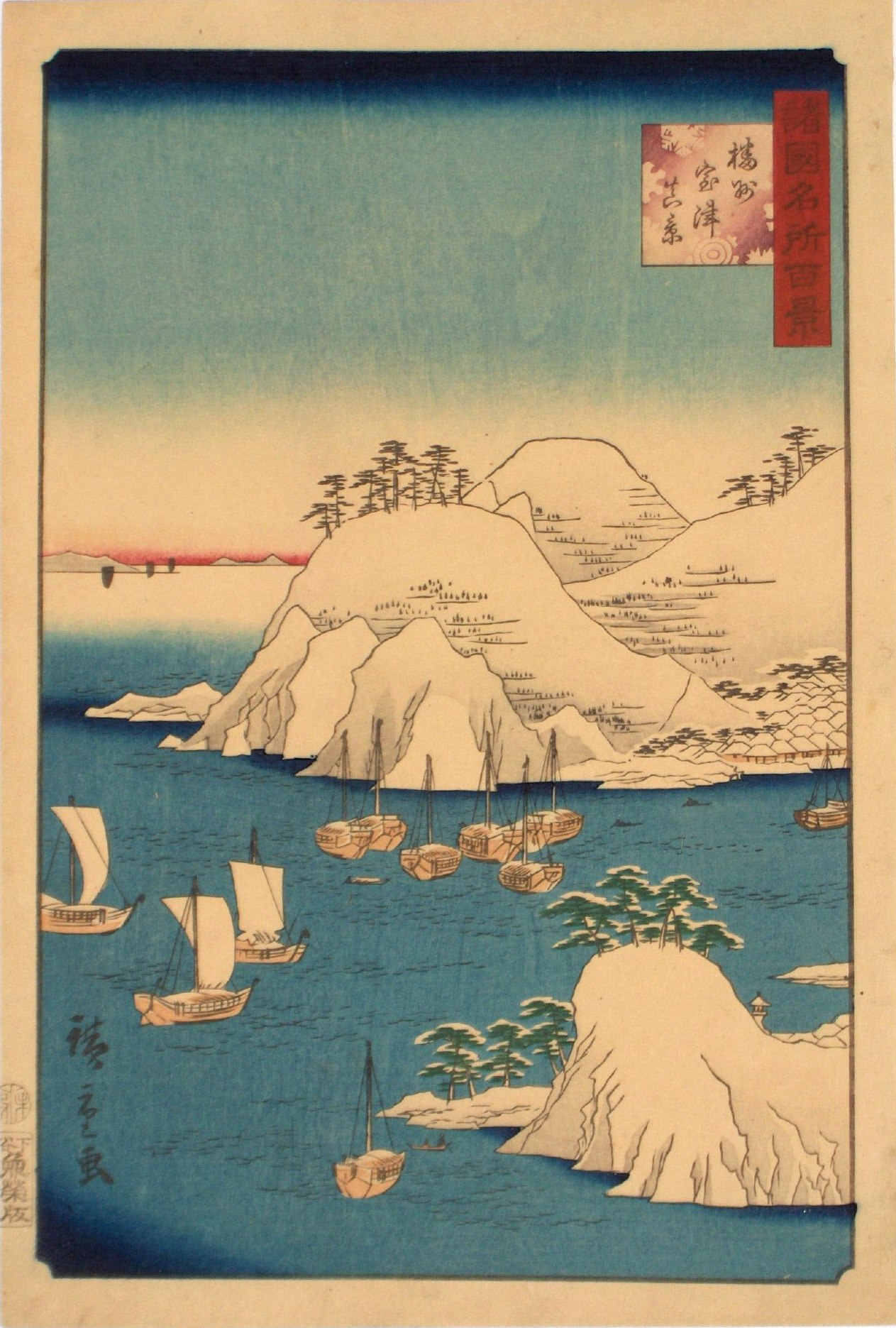
Provinz Harima[1][A 2]
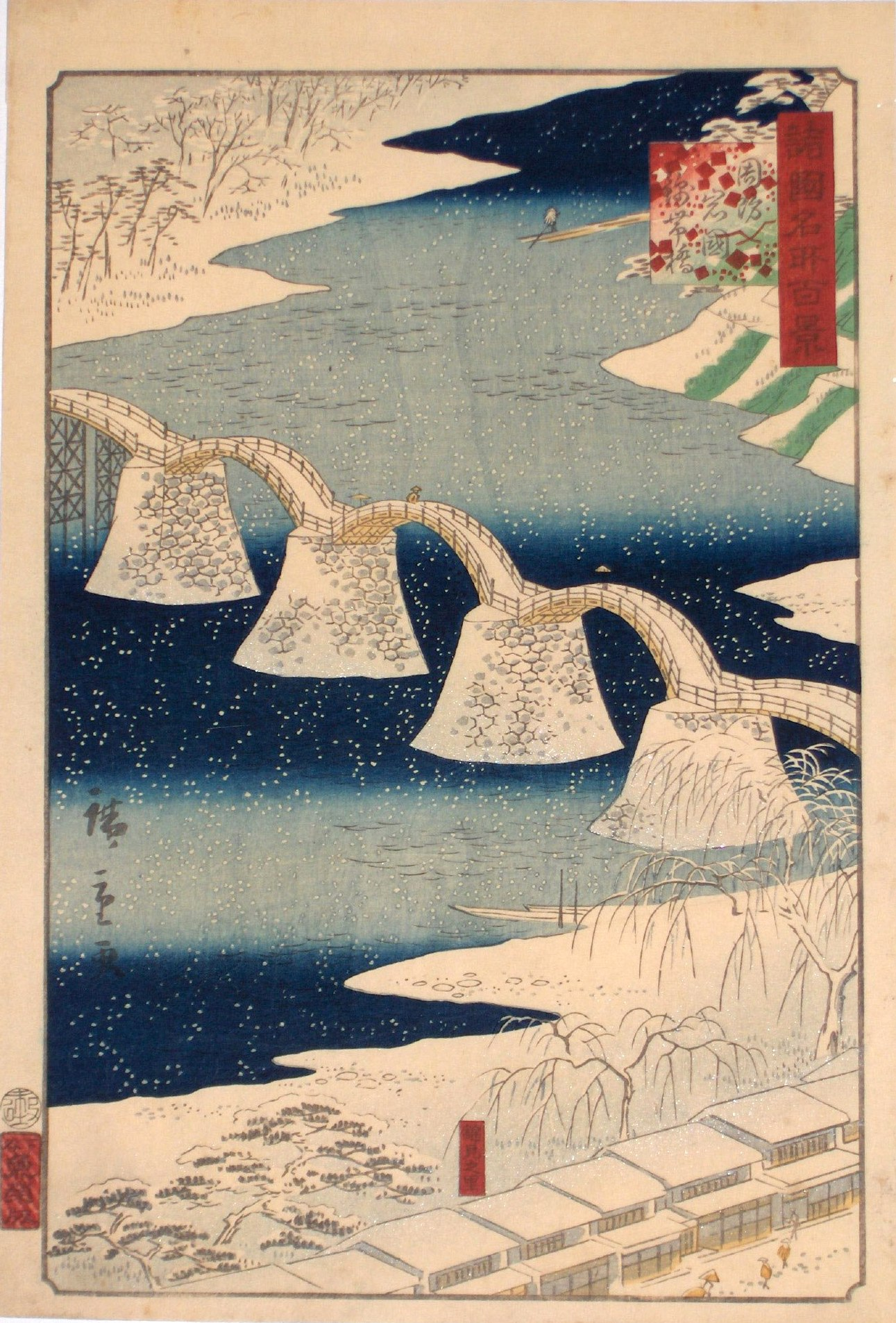
Provinz Suō[1][A 3]
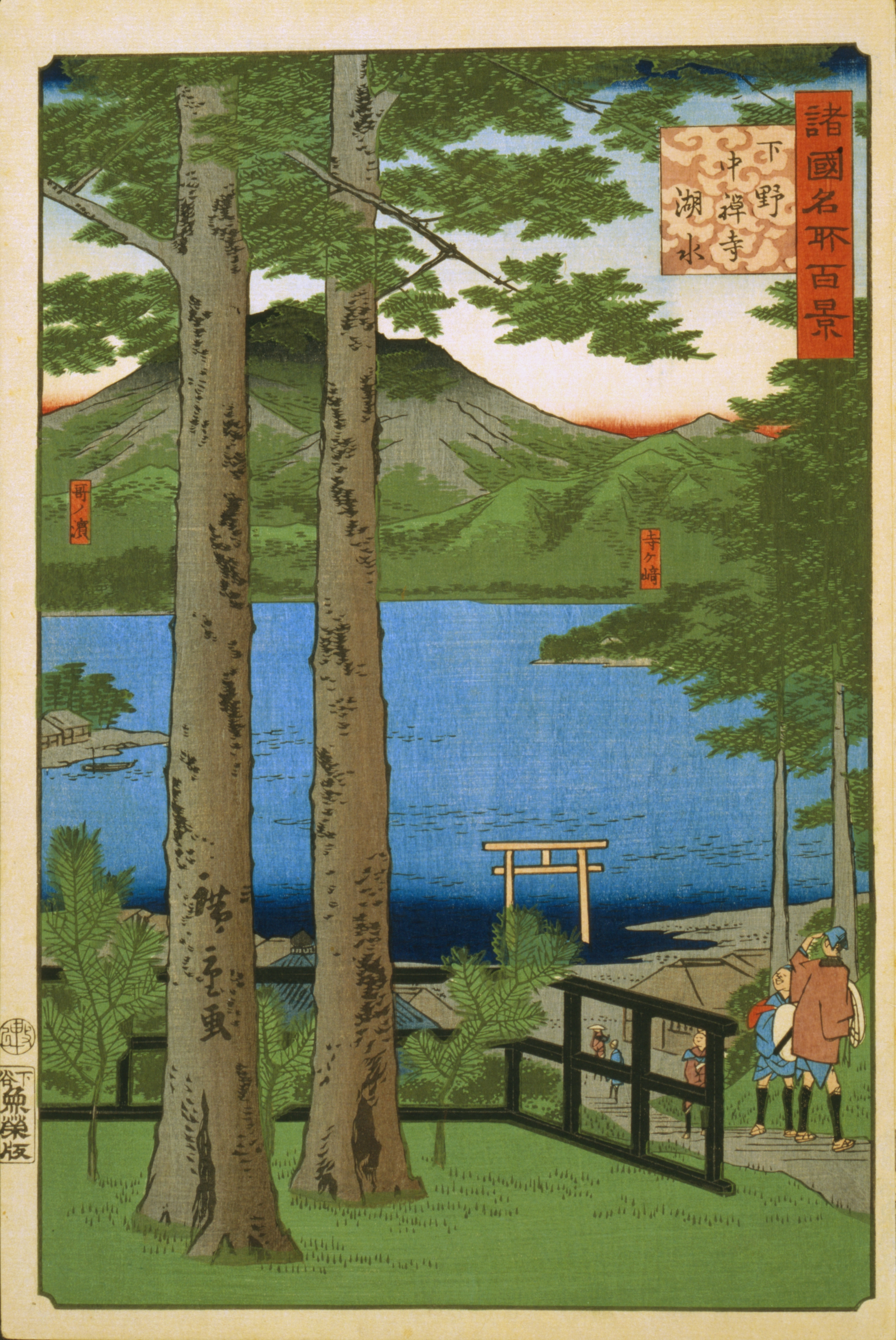
Provinz Shimotsuke[1][A 4]
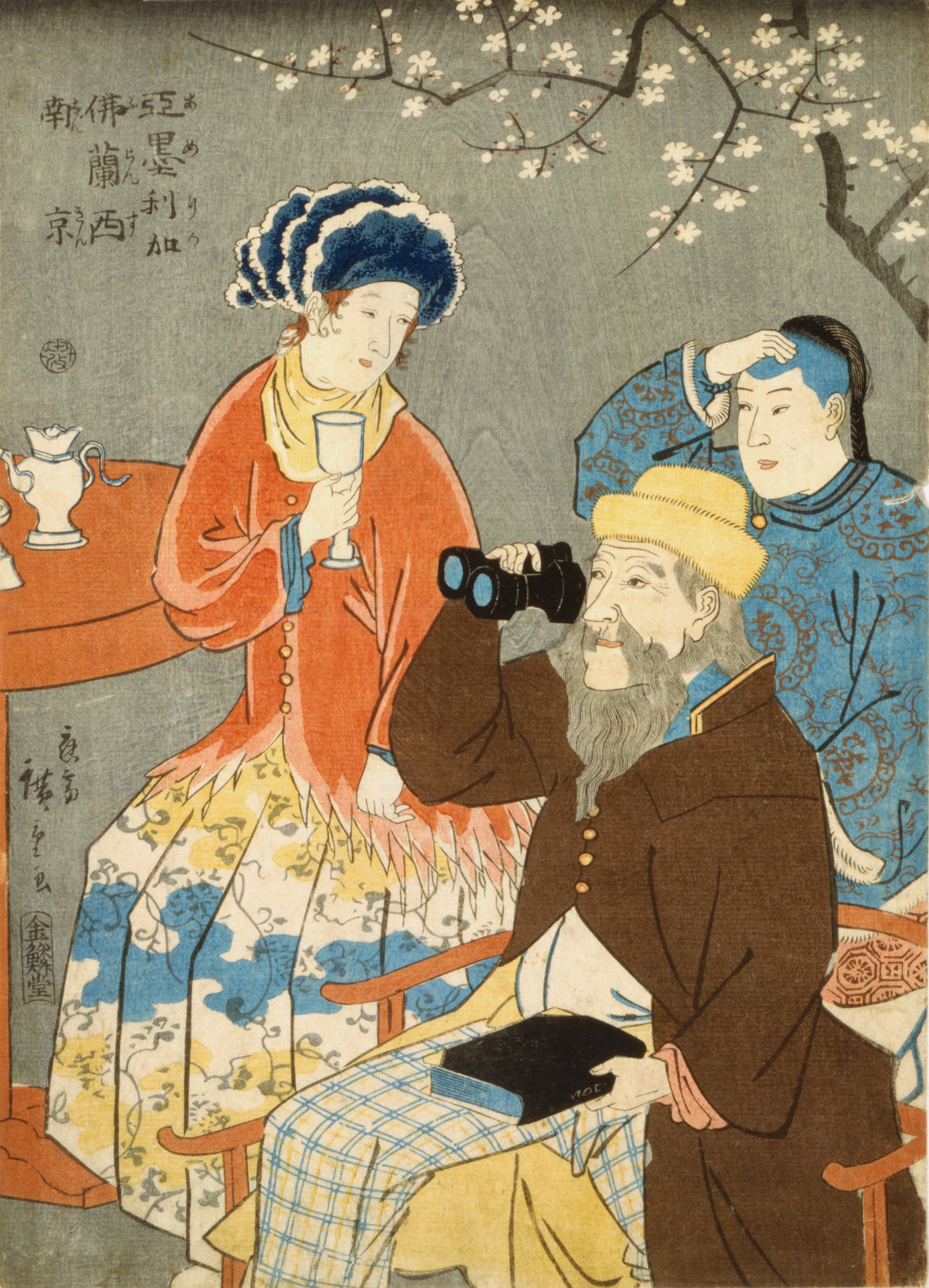
Ausländer in Yokohama[A 5]
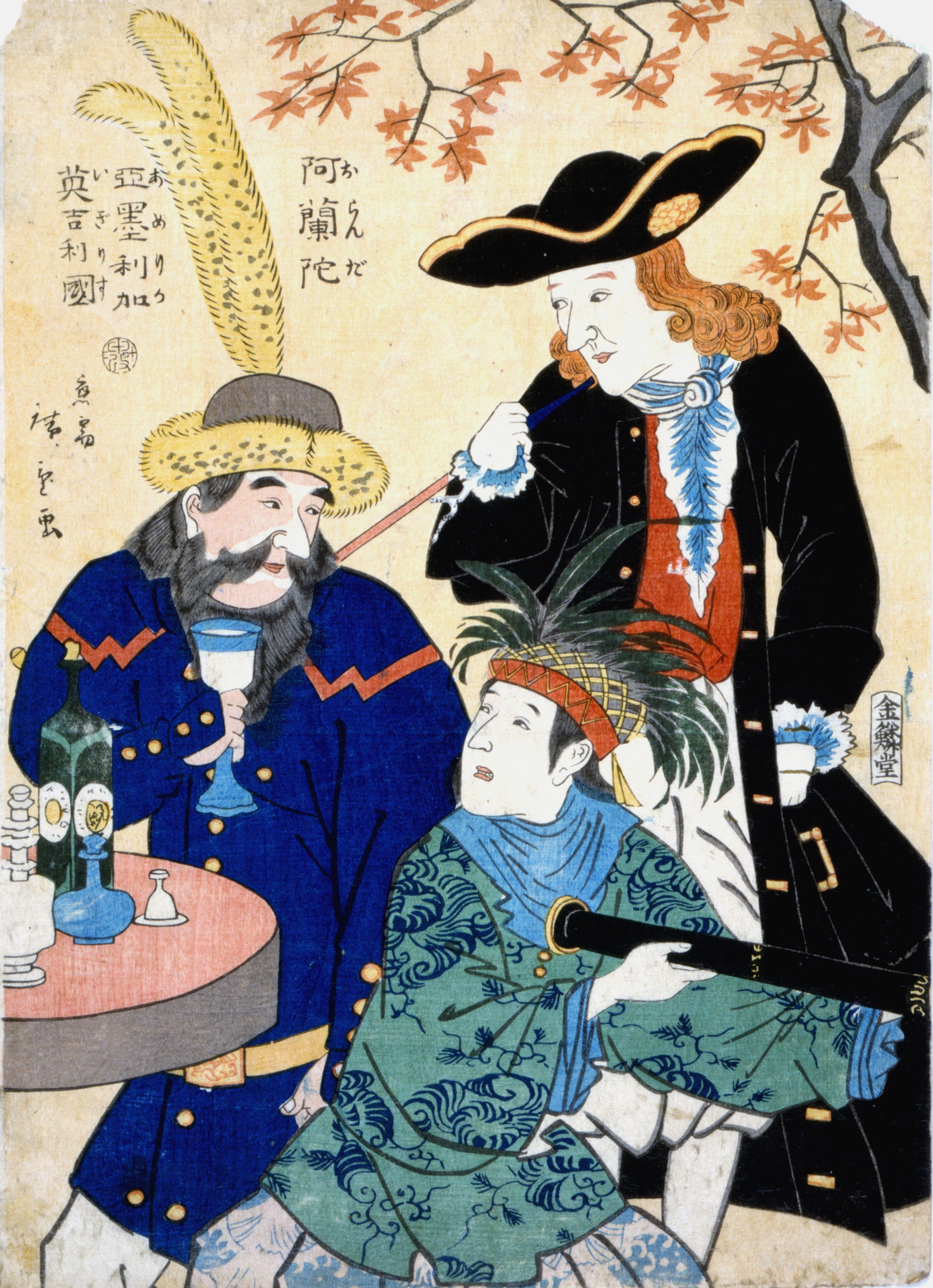
Ausländer in Yokohama[A 6]
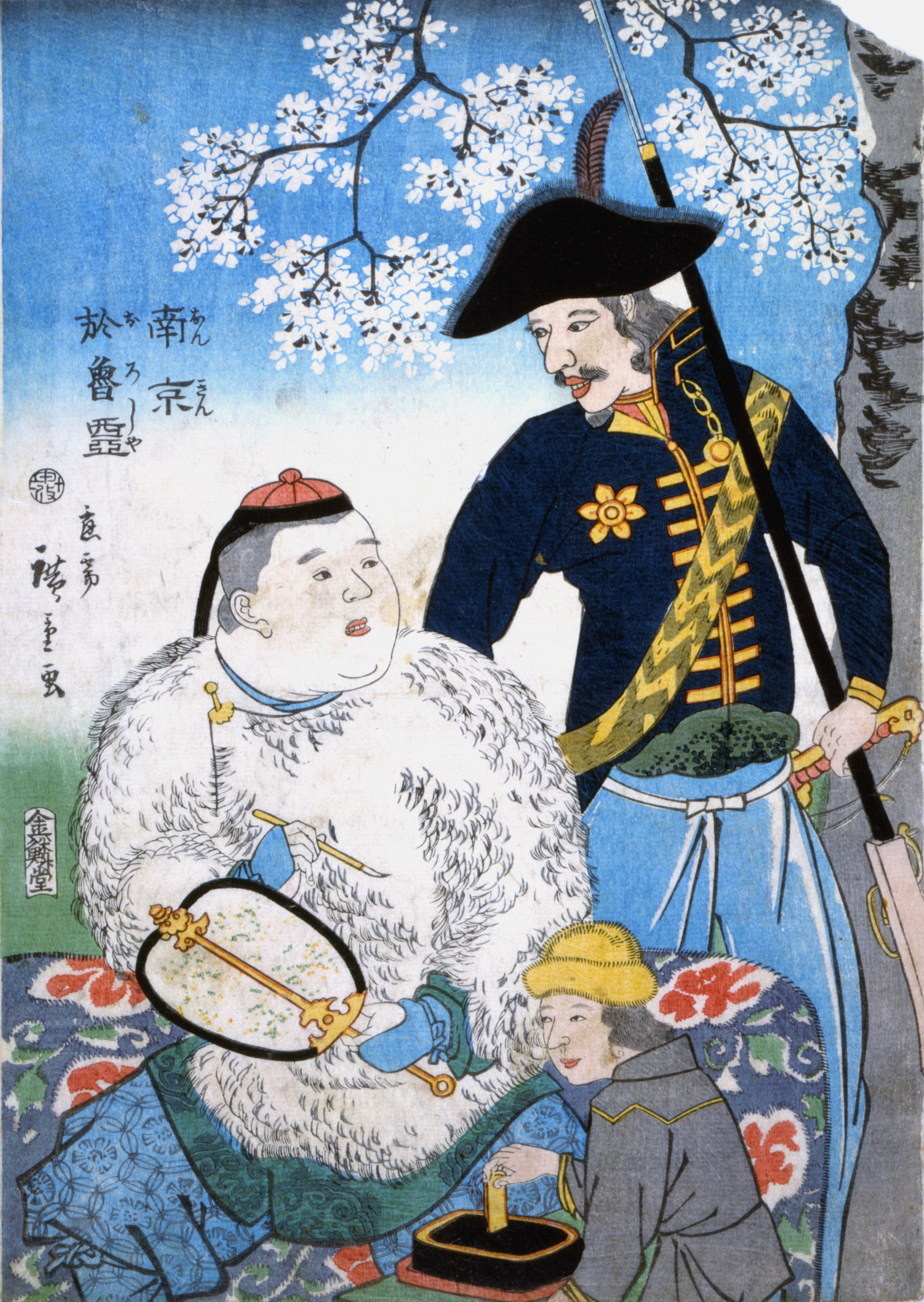
Ausländer in Yokohama[A 7]

1. 1 2 3 4  Aus der Serie der 100 berühmten Ansichten aus verschiedenen Provinzen.